# Fäktning vid olympiska sommarspelen 1924
Vid olympiska sommarspelen 1924 i Paris avgjordes sju grenar i fäktning och tävlingarna hölls mellan 27 juni och 18 juli 1924 på Vélodrome d'Hiver. Antalet deltagare var 240 tävlande från 23 länder. För första gången fanns det en gren för damer med på programmet.

## Medaljfördelning
| Medaljfördelning |                |      |        |       |        |
| Placering        | Nation         | Guld | Silver | Brons | Totalt |
| 1                | Frankrike      | 3    | 3      | 0     | 6      |
| 2                | Belgien        | 1    | 2      | 1     | 4      |
| 3                | Ungern         | 1    | 1      | 2     | 4      |
| 4                | Danmark        | 1    | 0      | 1     | 2      |
| 4                | Italien        | 1    | 0      | 1     | 2      |
| 6                | Storbritannien | 0    | 1      | 0     | 1      |
| 7                | Nederländerna  | 0    | 0      | 1     | 1      |
| 7                | Sverige        | 0    | 0      | 1     | 1      |

## Medaljörer

### Herrar
| Gren                    | Guld | Silver | Brons |
| Värja Detaljer...       | Charles Delporte · Belgien | Roger Ducret · Frankrike | Nils Hellsten · Sverige |
| Värja lag Detaljer...   | Frankrike · Lucien Gaudin · Georges Buchard · Roger Ducret · André Labatut · Lionel Liottel · Alexandre Lippmann · Georges Tainturier              | Belgien · Paul Anspach · Joseph De Craecker · Charles Delporte · Orphile Fernand De Montigny · Ernest Gevers · Léon Tom                 | Italien · Giulio Basletta · Marcello Bertinetti · Giovanni Canova · Vincenzo Cuccia · Virgilio Mantegazza · Oreste Moricca                            |
| Florett Detaljer...     | Roger Ducret · Frankrike | Philippe Cattiau · Frankrike | Maurice Van Damme · Belgien |
| Florett lag Detaljer... | Frankrike · Lucien Gaudin · Philippe Cattiau · Jacques Coutrot · Roger Ducret · Henri Jobier · André Labattut · Guy de Luget · Josef Peroteaux     | Belgien · Désiré Beaurain · Charles Crahay · Orphile Fernand De Montigny · Maurice Van Damme · Marcel Berre · Albert De Roocker         | Ungern · László Berti · Sándor Pósta · Zoltán Schenker · Ödön Tersztyánszky · István Lichteneckert                                                    |
| Sabel Detaljer...       | Sándor Pósta · Ungern | Roger Ducret · Frankrike | János Garay · Ungern |
| Sabel lag Detaljer...   | Italien · Renato Anselmi · Guido Balzarini · Marcello Bertinetti · Bino Bini · Vincenzo Cuccia · Oreste Moricca · Oreste Puliti · Giulio Sarrocchi | Ungern · László Berti · János Garay · Sándor Pósta · József Rády · Zoltán Schenker · László Széchy · Ödön Tersztyánszky · Jenő Uhlyárik | Nederländerna · Adrianus De Jong · Jetze Doorman · Hendrik Scherpenhuyzen · Jan Van Der Wiel · Maarten Hendrik Van Dulm · Henri Jacob Wynoldy-Daniels |

### Damer
| Gren                | Guld                   | Silver                        | Brons                     |
| Florett Detaljer... | Ellen Osiier · Danmark | Gladis Davis · Storbritannien | Grete Heckscher · Danmark |

## Deltagande nationer
Totalt deltog 240 fäktare från 23 länder vid de olympiska spelen 1924 i Paris.
| | | |
| - Argentina (13) - Belgien (19) - Chile (1) - Danmark (11) - Egypten (3) - Frankrike (24) - Grekland (6) - Italien (19) | - Kuba (6) - Nederländerna (17) - Norge (4) - Polen (5) - Portugal (10) - Schweiz (10) - Spanien (13) - Storbritannien (20) | - Sverige (9) - Tjeckoslovakien (7) - Turkiet (1) - Ungern (10) - Uruguay (6) - USA (21) - Österrike (5) |